# Liste der Stolpersteine in Greimerath (bei Trier)
In der Liste der Stolpersteine in Greimerath (bei Trier) werden die Gedenksteine aufgeführt, die im Rahmen des Projektes Stolpersteine des Künstlers Gunter Demnig in Greimerath verlegt worden sind.

## Verlegte Stolpersteine
| Adresse                   | Name              | Inschrift                                                                                | Verlegedatum  | Bild | Anmerkung |
| ------------------------- | ----------------- | ---------------------------------------------------------------------------------------- | ------------- | ---- | --- |
| Hauptstraße 53 (Standort) | Rosa Herrmann     | Hier wohnte Rosa Herrmann geb. Samuel Jg. 1900 deportiert 1941 Riga überlebt             | 21. Sep. 2009 |      | |
| Hauptstraße 53 (Standort) | Theodor Herrmann  | Hier wohnte Theodor Herrmann Jg. 1900 deportiert 1941 Łodz ???                           | 21. Sep. 2009 |      | geboren am 4. Juli 1900 in Greimerath, gestorben am 24. Februar 1942 im Zwangsarbeitslager Paulseck (Pawlowo) |
| Hauptstraße 53 (Standort) | Josef Herrmann    | Hier wohnte Josef Herrmann Jg. 1894 deportiert 1941 Riga ermordet März 1945 KZ Lauenburg | 21. Sep. 2009 |      | geboren am 16. November 1894 in Greimerath                                                                    |
| Hauptstraße 53 (Standort) | Bernhard Herrmann | Hier wohnte Bernhard Herrmann Jg. 1923 deportiert 1941 Riga misshandelt überlebt         | 21. Sep. 2009 |      | |
| Hauptstraße 53 (Standort) | Amalie Herrmann   | Hier wohnte Amalie Herrmann Jg. 1926 deportiert 1941 Riga ermordet März 1945 Stutthof    | 21. Sep. 2009 |      | geboren am 21. April 1926 in Greimerath                                                                       |
| Hauptstraße 53 (Standort) | René Herrmann     | Hier wohnte Kurt Herrmann JG. 1928 Deportiert 1941 Riga befreit                          | 28.06.2019    |      | René Hermann ist am 04.11.2018, im Alter von 90 Jahren, verstorben.                                           |
| Hauptstraße 53 (Standort) | Kurt Herrmann     | Hier wohnte René Herrmann JG. 1929 Deportiert 1941 Riga befreit                          | 28.06.2019    |      | |